# 아리마 기념
아리마 기념(일본어: 有馬記念 아리마키넨[*], 구 명칭: 나카야마 그랑프리)은 일본중앙경마회(JRA)가 나카야마경마장에서 실시하는 중앙경마 G1급 경주다. 우승마는 일본마주협회연합회회장상, 나카야마마주협회상을 받는다.

## 역사
1955년(쇼와 30년)까지 나카야마 경마장에서는 나카야마 대장애가 최대 인기 경주였지만, 도쿄우준(일본더비) 등 평지경주와 비교해 화려함이 결여되어 있었기 때문에, 당시 일본중앙경마회 이사장이었던 아리마 요리야스가 주도하여 나카야마경마장에 새 스탠드가 준공된 것을 기회 삼아, “연말의 나카야마경마장에서 일본더비에 필적하는 대레이스”를 추진하게 되었다.:14 당시로서는 유례가 없는 팬 투표로 출주마를 선출하는 방식이 채용되어, 1956년(쇼와 31년)부터 나카야마 그랑프리(일본어: 中山グランプリ)라는 명칭으로 창설되었다. 그러나 제1회 나카야마 그랑프리가 치러진 직후인 1957년(쇼와 32년) 1월 9일 창설자인 아리마 이사장이 급사하여, 아리마의 공적을 기려 제2회부터 “아리마 기념”으로 개칭,:15 이후 중앙경마의 한 해를 마감하는 레이스로 정착했다. 시행장은 창설 이래로 나카야마경마장으로 변함 없으며, 시행시기도 1년의 마지막 날로 고정되었다.
1997년 팡파르는 4대 망신 팡파르로 유명하다. 또한 가을 시니어 3관(텐노상(가을)ㅡ재팬컵ㅡ나카야마 그랑프리)의 마지막 관문이다
지방경마 소속마는 1995년(헤이세이 7년)부터 출주가 허용되었다. 외국국적마는 2000년(헤이세이 12년)부터 해당년도 재팬컵에 우승한 말에게만 출주자격이 부여되었다. 2007년부터는 국제경주가 되었고, 외국마 출전 범위도 6마리로 늘어났다.

## 역대 대회
| 회차 | 개최일        | 역대 BEST 3    | 역대 BEST 3     | 역대 BEST 3      |
| 우승 | 준우승        | 3위            |                 |                  |
| ---- | ------------- | -------------- | --------------- | ---------------- |
| 33회 | 1988. 12. 25. | 오구리 캡      | 타마모 크로스   | 사커 보이        |
| 34회 | 1989. 12. 24. | 이나리 원      | 슈퍼 크리크     | 사쿠라 호쿠토 오 |
| 35회 | 1990. 12. 23. | 오구리 캡      | 메지로 라이언   | 화이트 스톤      |
| 38회 | 1993. 12. 26. | 토카이 테이오  | 비와 하야히데   | 나이스 네이처    |
| 40회 | 1995. 12. 24. | 마야노 탑건    | 타이키 블리자드 | 사쿠라 치토세 오 |
| 41회 | 1996. 12. 22. | 사쿠라 로렐    | 마블러스 선데이 | 마이네르 브릿지  |
| 43회 | 1998. 12. 27. | 그래스 원더    | 메지로 브라이트 | 스테이 골드      |
| 44회 | 1999. 12. 26. | 그래스 원더    | 스페셜 위크     | 티엠 오페라 오   |
| 45회 | 2000. 12. 24. | 티엠 오페라 오 | 메이쇼 도토     | 다이와 텍사스    |
| 69회 | 2024. 12. 22. | 레갈레이라     | 샤흐리야르      | 다논 데사일      |